# 魯季夫卡 (普里盧基區)
50°33′58″N 32°10′4″E / 50.56611°N 32.16778°E
魯季夫卡（烏克蘭語：Рудівка）是位於烏克蘭北部切爾尼希夫州裏普里盧基區的村莊，始建於1629年，面積6.832平方公里，海拔高度127米，2001年人口926。